# سعيد صلبوخ
سعيد صلبوخ ، لاعب كرة قدم إماراتي سابق.
و قد كان يلعب مع نادي الشباب الإماراتي.
و قد لعب مع منتخب الإمارات لكرة القدم.

## كأس الخليج 1982
و قد حصل على لقب أفضل حارس مرمى في البطولة.